# Rublo russo
O Rublo russo (em russo: российский рубль, rossiyskiy rubl; ISO-4217-Code: RUB, abreviatura руб) é a moeda oficial da Federação Russa, das duas repúblicas parcialmente reconhecidas da Abecásia e Ossétia do Sul e das duas repúblicas reconhecidas pela Rússia Donetsk e Lugansk. O rublo é subdividido em 100 copeques.

## História
O rublo foi a moeda do Império Russo e da União Soviética (rublo soviético). Hoje, além da Rússia, Bielorrússia e Transnístria usa as moedas com o mesmo nome. O rublo foi a primeira moeda decimal do mundo: foi decimalizado em 1704 quando o rublo se tornou igual a 100 kopeks.

### Rublo soviético - SUR (1922–1992)
Entre 1917 e 1922, o rublo russo foi substituído pelo rublo soviético (código ISO 4217: SUR) que, emitido pelo Banco Estatal da URSS, permaneceu como a única moeda da União Soviética, até seu desmembramento em 1991. Depois, continuou a ser usado nos 15 estados pós-soviéticos até ser substituído por novas moedas nacionais no final de 1992, e na Federação Russa, o rublo russo foi reintroduzido em 1992. O Banco Central da Rússia respondeu em julho de 1992 estabelecendo restrições ao fluxo de crédito entre a Rússia e outros estados. O colapso final da "zona do rublo" começou com a troca de notas pelo Banco Central da Rússia em território russo no final de 1993. Como resultado, outros países ainda na "zona do rublo" foram "expulsos".

### Rublo - RUR (1992–1998)
Após a dissolução da União Soviética em 1991, o rublo soviético permaneceu como moeda da Federação Russa até 1992. Um novo conjunto de moedas foi emitido em 1992 e um novo conjunto de notas foi emitido em nome do Banco da Rússia em 1993. A moeda substituiu o rublo soviético ao par e recebeu o código ISO 4217 RUR e o número 810.
A taxa de câmbio do rublo em relação ao dólar americano depreciou-se significativamente de US$ 1 = 125 RUR em julho de 1992 para aproximadamente US$ 1 = 6.000 RUR quando a moeda foi redenominada em 1998.

### Rublo - RUB (1998–presente)

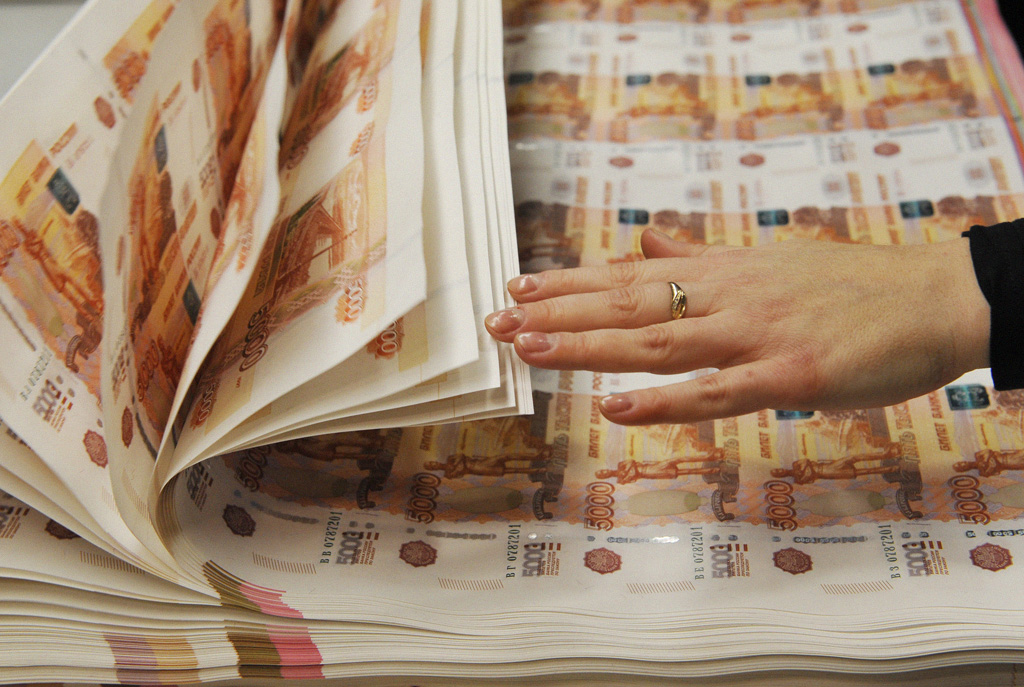
Impressão de notas de 5.000 ₽ na fábrica da Goznak em Perm em 2011.

Em 1998, o rublo russo foi redenominado com o novo código ISO 4217 "RUB" e número 643 e foi trocado à taxa de 1 RUB = 1.000 RUR. Todas as moedas soviéticas emitidas entre 1961 e 1991, bem como moedas de 1, 2 e 3 copeques emitidas antes de 1961, também se qualificaram para troca em novos rublos. A redenominação foi uma medida administrativa que reduziu a dificuldade de manejo do antigo rublo mas ocorreu à beira da crise financeira russa de 1998. O rublo perdeu 70% de seu valor em relação ao dólar americano nos seis meses seguintes à crise financeira, de US$ 1 = 6 para aproximadamente 20.
Após estabilizar em torno de US$ 1 = 30 de 2001 a 2013, ele se depreciou para a faixa de US$ 1 = 60–80 de 2014 a 2021 como resultado da anexação da Crimeia pela Federação Russa em 2014 e do excesso de petróleo da década de 2010. Após a invasão russa da Ucrânia em 2022, ele caiu ainda mais para US$ 1 = 110 devido a sanções.
Em 27 de novembro de 2024, em resposta ao colapso da moeda, o Banco da Rússia interrompeu as compras formais de moeda estrangeira de 28 de novembro até o final de 2024, em "um esforço para reduzir a volatilidade nos mercados financeiros".

## Moedas
Em 1998, as seguintes moedas foram introduzidas em conexão com a reavaliação do rublo: